# Al-Zafir
Abū Muhammad al-Ẓāfir bi-dīn Allāh Ismāʿīl ibn al-Ḥāfiẓ (in arabo  أبو محمد الظافر بدين الله إسماعيل بن الحافظ ‎?; Il Cairo, 23 febbraio 1133 – Il Cairo, 1º o 15 aprile 1154) è stato il dodicesimo Imām fatimide dal 1149 al 1154, riconosciuto dalla setta ismailita degli Ḥāfizī (ora estinta) ma non dai Mustaʿlī.
Abū Manṣūr Ismāʿīl, il cui laqab fu al-Ẓāfir bi-dīn Allāh, succedette nel 1149, a 17 anni di età, all'Imām suo padre al-Ḥāfiẓ (1130–1149). Durante il suo regno, l'autorità fatimide era già fortemente indebolita in Egitto, dove il suo wāsiṭa Ibn Maṣāl (l'ultimo visir a essere prescelto liberamente da un Imam/Califfo fatimide) tentò di comporre gli endemici dissidi che nell'esercito fatimide opponevano ferocemente l'elemento berbero, quello africano di colore a quello turco. 

Ibn Maṣāl fu scalzato dal potere nel febbraio del 1150 in virtù di un'insurrezione realizzata da, al-ʿĀdil b. al-Sallār, vizir per qualche tempo prima di lui prima di essere rimosso dalle sue funzioni dall'Imam per essere inviato, a mo' di consolazione, ad Alessandria in veste di governatore.
L'Imam fu costretto a fare buon viso a quanto accaduto mentre Ibn al-Sallār non perdeva tempo a tentare inutilmente di avviare una collaborazione con Norandino, il sultano turco zengide della Giazira, al fine di potersi difendere dalla pressione esercitata dal Regno Crociato di Gerusalemme in Palestina. Nonostante ciò, con l'assedio di Ascalona del 1153, l'ultima cittadella fatimide in Palestina e il suo porto principale lungo la costa siro-palestinese per importanza economica e strategica fu persa a favore dei crociati.
Ibn al-Sallār fu tuttavia a sua volta ucciso nell'aprile del 1153 in un complotto ordito dal figliastro al-ʿAbbās e un anno più tardi (aprile 1154) morì anche l'Imam al-Ẓāfir per mano del figlio di al-ʿAbbās, Nāṣir al-Dīn Naṣr, favorito dell'Imam e indicato dall'opinione pubblica come suo amante.
Alla morte di al-Ẓāfir, gli succedette suo figlio ʿĪsā, di appena 5 anni, che assunse il laqab di al-Fāʾiz bi-naṣr Allāh, che morì a sua volta sei anni più tardi, a 11 anni di età, nel 1160.